# Margarete von Schottland, Countess of Kent
Margarete von Schottland (* zwischen Anfang 1187 und Mai 1195; † vor 25. November 1259) war eine schottische Prinzessin. Sie war die dritte Ehefrau des englischen Justiciars Hubert de Burgh, 1. Earl of Kent.

## Herkunft
Margarete war das älteste Kind des schottischen Königs Wilhelm I. und seiner anglonormannischen Gattin Ermengarde de Beaumont und wurde nach ihrer Vorfahrin Königin Margarete benannt. Sie hatte zwei Schwestern, Isabella und Marjorie, und einen Bruder, den späteren König Alexander II. von Schottland. Ihr Vater hatte dazu mehrere uneheliche Kinder.

## Mögliche Thronerbin von Schottland
Im April 1195 erkrankte ihr Vater schwer, ohne dass er bislang einen ehelichen männlichen Nachkommen hatte. Angeblich schlug daraufhin der englische König Richard Löwenherz vor, dass ihr Vater Margarete als Erbin anerkennen und sie mit Richards Neffen Otto von Sachsen verloben sollte. König Richard versprach dazu, die nordenglischen Grafschaften Cumberland und Northumberland als Mitgift Otto zu übergeben, wodurch sie mit der Heirat an Schottland gefallen wären. Die schottischen Magnaten lehnten diesen Vorschlag jedoch ab und erklärten David, Earl of Huntingdon, einen jüngeren Bruder ihres Vaters zu dessen Thronerben. Ihr Vater genas wieder, und als 1198 ihr Bruder Alexander geboren wurde, wurde dieser der neue Thronfolger.

## Überstellung in englische Obhut und Verheiratung
Danach wird Margarete erst 1209 wieder erwähnt. Gemäß dem Vertrag von Norham sollte sie mit einem englischen Prinzen, möglicherweise mit dem Thronfolger Heinrich verheiratet werden. Zusammen mit ihrer Schwester Isabella wurde sie am 16. August 1209 in Carlisle der englischen Regierung übergeben und lebte fortan am englischen Königshof. Die geplanten Heiraten erfolgten nicht, und der englische König Johann Ohneland verwendete die schottischen Königstöchter eher als Druckmittel gegenüber Schottland. In der Magna Carta musste Johann Ohneland 1215 im Artikel 59 zustimmen, dass die beiden Schwestern zurück in ihre Heimat durften, was wohl auf Veranlassung von Isabellas Bruder Alexander, der nach dem Tod ihres Vaters schottischer König geworden war, mit in die Urkunde aufgenommen worden war. Doch auch diese Zusage hielt der englische König nicht ein. Erst mehrere Jahre nach dem Tod von König Johann 1216 wurde Margarete am 3. Oktober 1221 in einer aufwändigen Zeremonie in London mit Hubert de Burgh, dem Leiter der Regierung für den minderjährigen englischen König Heinrich III. verheiratet. De Burgh war zwar englischer Justiciar und hatte durch das Amt umfangreiche Besitzungen erworben, doch er entstammte der Ritterschaft, so dass diese Heirat für die Königstochter nicht standesgemäß war. Nach dem Sturz von de Burgh 1232 gab es Gerüchte, dass er die Prinzessin verführt oder gar vergewaltigt hätte. Diese und weitere Gerüchte sollten aber nur den Ruf von de Burgh schädigen und entsprachen mit Sicherheit nicht der Wahrheit. Tatsächlich bedeutete die Heirat für de Burgh einen erheblichen Prestigegewinn, auch wenn seine Braut weder Landbesitz noch Geld als Mitgift in die Ehe brachte. Durch die Heirat war er Schwager des schottischen Königs geworden, und da der schottische König seinerseits Schwager des englischen Königs, des Oberherrn von de Burgh war, konnte dieser durch die Heirat zukünftige Vorteile erwarten.

## Ehefrau von Hubert de Burgh
Während der Minderjährigkeit von König Heinrich III. blieb de Burgh weiter Leiter der Regierung von England. Im Februar 1227 wurde er zum Earl of Kent erhoben, womit Margarete zur Countess of Kent wurde. Aus ihrer Ehe hatte Margarete nur eine Tochter, Megotta, die wohl um 1222 geboren wurde. Da die Ehe des schottischen Königs bislang kinderlos geblieben war, wäre Megotta im Falle des Todes des Königs möglicherweise schottische Königin geworden. Da de Burgh seinen Titel aber nur an männliche Nachkommen vererben durfte, soll er 1232 eine Scheidung von Margarete geplant haben. Im Juli des Jahres verlor er jedoch die Gunst des Königs, wurde gestürzt und flüchtete ins Kirchenasyl. Margarete selbst flüchtete mit ihrer Tochter in die Abtei Bury St Edmunds. Dort blieb sie bis 1234, nachdem de Burgh begnadigt worden war und einen Teil seiner Besitzungen zurückerhalten hatte. Kurz nach ihrer Flucht hatte Margaret, um das Geschick ihrer Familie zu retten, in Bury ihre Tochter heimlich, wohl selbst ohne Wissen ihres Mannes, dessen Mündel Richard de Clare mit ihrer Tochter verheiratet. Wenig später wurde die Vormundschaft des reichen Erben Richard de Clare an Peter des Roches übertragen, der wesentlich zum Sturz de Burghs beigetragen hatte. Die heimliche Hochzeit, die wohl nie vollzogen wurde, wurde 1236 gerüchteweise bekannt, was zu einem Skandal führte und erneut den König gegen de Burgh aufbrachte. Mit dem Tod von Megotta vor 1237 wurde die Hochzeit gegenstandslos, doch Hubert de Burgh konnte erst nach einer erneuten Unterwerfung 1239 wieder die Gunst des Königs zurückgewinnen. Er starb 1243. Nach seinem Tod übernahm Margarete die Besitzungen, die ihnen zusammen gehört hatten. Sie starb im Herbst, spätestens vor dem 25. November 1259 und wurde wie ihr Ehemann in der Dominikanerkirche in London beigesetzt.